# Парабита
Пара̀бита (на италиански: Parabita) е град и община в Южна Италия, провинция Лече, регион Пулия. Разположен е на 83 m надморска височина. Населението на общината е 9315 души (към 2012 г.).